# East Coast Trail
De East Coast Trail (ECT) is een langeafstandswandelpad aan de oostkust van Canada. De 336,5 km lange route is volledig gelegen op het schiereiland Avalon van het eiland Newfoundland. De ontwikkeling van de trail – die bestaat uit 25 aaneengesloten wilderniswandelpaden – begon in 1994.
De ECT begint bij het strand van Topsail in de gemeente Conception Bay South en gaat van daaruit noordwaarts tot aan Cape St. Francis. Vanaf die kaap volgt ze de kust van de Atlantische Oceaan naar het zuiden toe en gaat ze via de provinciehoofdstad St. John's en vele kleine outports tot in Cappahayden.
De trail passeert verscheidene National Historic Sites of Canada, waaronder Signal Hill, Cape Spear en de archeologische overblijfselen van de Kolonie Avalon. Het langeafstandswandelpad gaat daarnaast ook door twee provincieparken, met name La Manche PP en Chance Cove PP. Er kunnen seizoensgebonden ijsbergen, walvissen en zeevogels waargenomen worden.
In 2012 noemde National Geographic de East Coast Trail als een van de beste avontuurlijke bestemmingen.

## Plaatsen
De East Coast Trail passeert, vertrekkende vanuit Topsail, achtereenvolgens St. Thomas, St. Philip's, Portugal Cove, Bauline, Pouch Cove, Flatrock, Torbay, Logy Bay-Middle Cove-Outer Cove, St. John's, Maddox Cove, Petty Harbour, Bay Bulls, Witless Bay, Mobile, Tors Cove, Burnt Cove, St. Michael's, Bauline South, Brigus South, Admiral's Cove, Cape Broyle, Calvert, Ferryland, Aquaforte, Fermeuse, Renews en Cappahayden.

## Galerij

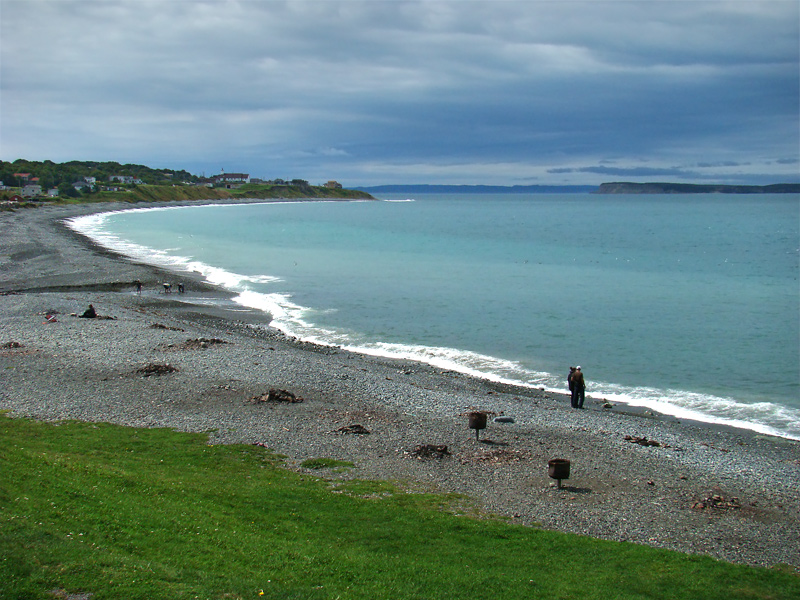
Het strand van Topsail
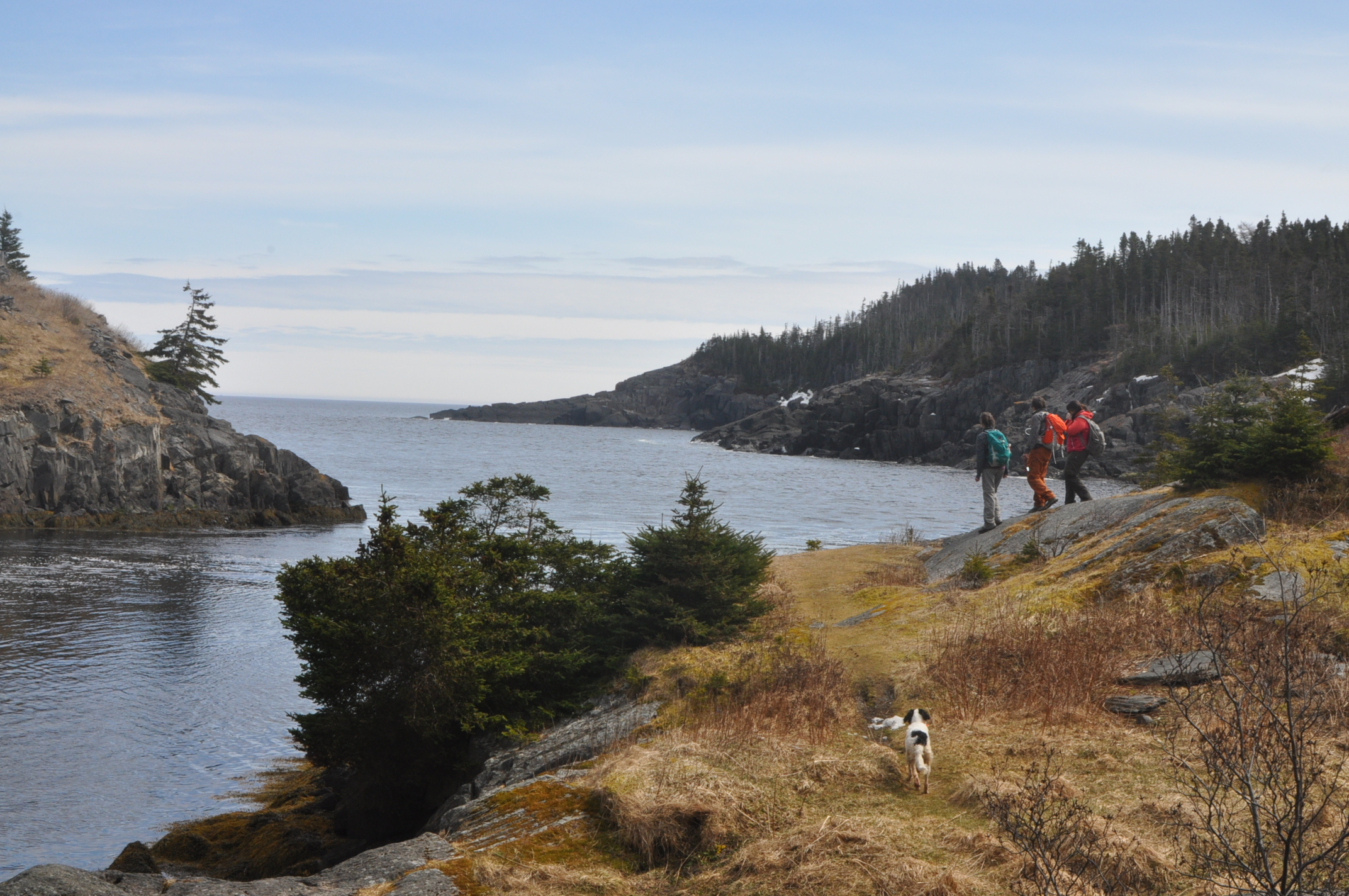
Wandelaars op de ECT in La Manche Provincial Park
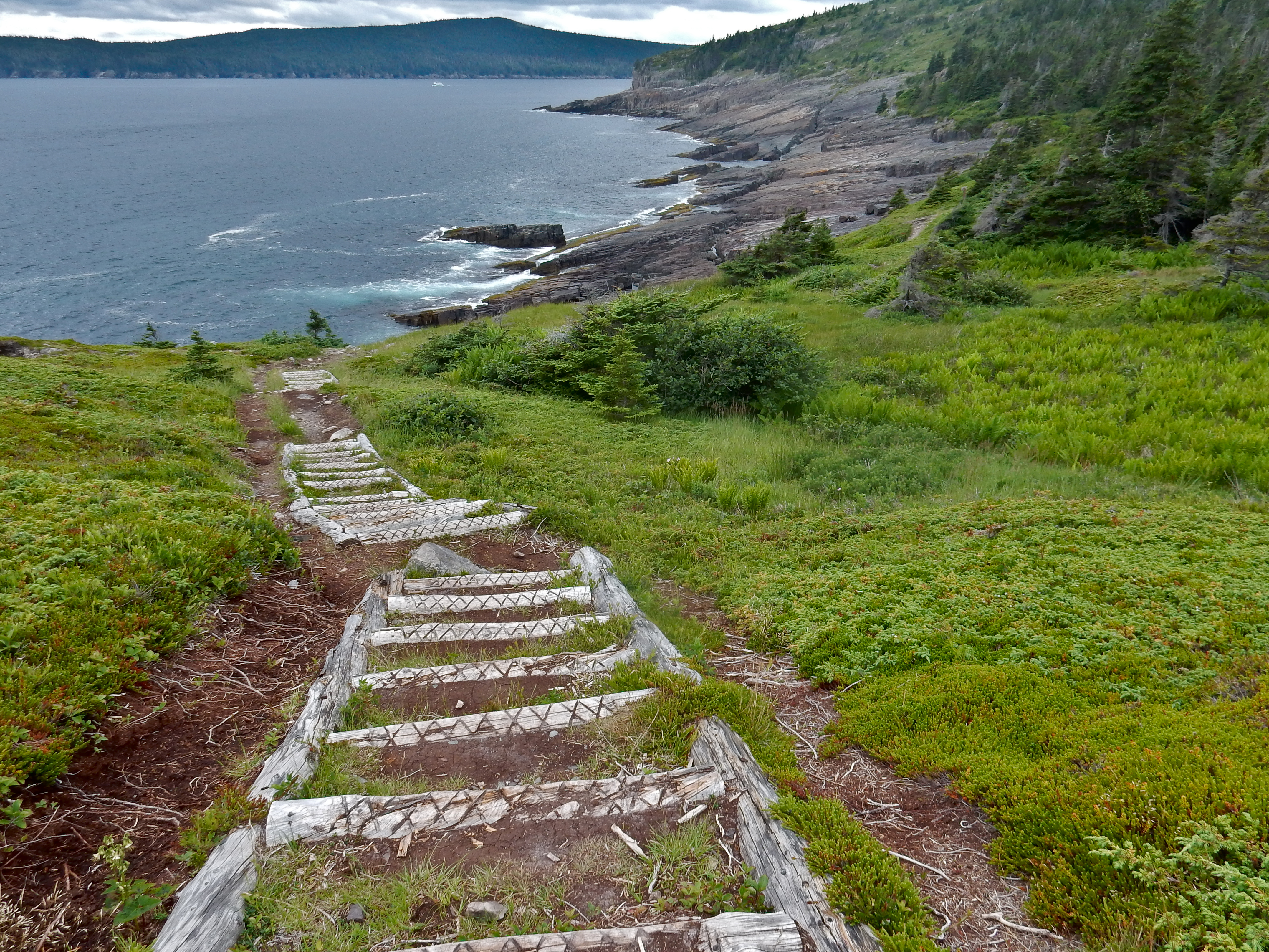
Typisch stuk pad nabij Bay Bulls
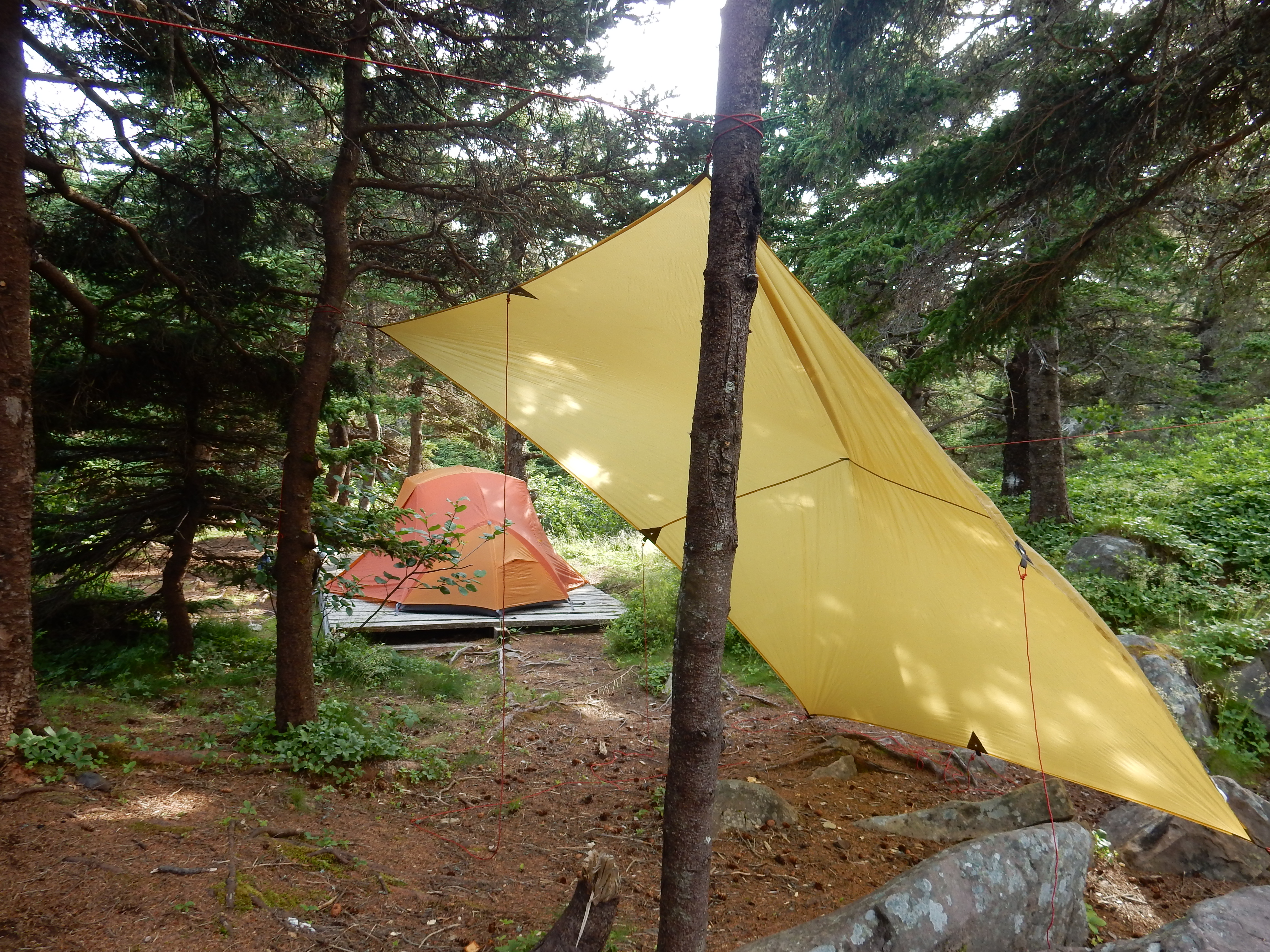
Tenten op een kampeersite langs de sectie gekend als "The Spout Path"